# Сухий Кобелячок
Сухи́й Кобеля́чок —  село в Україні, у Козельщинській селищній громаді Кременчуцького району Полтавської області. Населення становить 8 осіб. До 2017 орган місцевого самоврядування — Пригарівська сільська рада.

## Географія
Село Сухий Кобелячок знаходиться біля витоків річки Сухий Кобелячок, нижче за течією на відстані 2 км розташоване село Сушки. Річка в цьому місці пересихає, на ній зроблено кілька загат.

## Історія
12 червня 2020 року, відповідно до розпорядження Кабінету Міністрів України № 721-р «Про визначення адміністративних центрів та затвердження територій територіальних громад Полтавської області», село увійшло до складу Козельщинської селищної громади.
19 липня 2020 року, в результаті адміністративно - територіальної реформи та ліквідації Козельщинського району, село увійшло до складу новоутвореного Кременчуцького району.